# Número de Strouhal
En el análisis dimensional, el número de Strouhal (St) es un número adimensional que describe los mecanismos de flujo oscilante. El número de Strouhal es una parte integral de los fundamentos de la mecánica de fluidos.

## Etimología
El número de Strouhal lleva el nombre de Vincenc Strouhal, un físico checo que experimentó en 1878 con cables que experimentaban el desprendimiento de vórtices y sonaban con el viento.

## Simbología
| Símbolo                           | Nombre                                      | Unidad  |
| --------------------------------- | ------------------------------------------- | ------- |
| {\displaystyle \mathrm {St} }     | Número de Strouhal                          |         |
| {\displaystyle \mathrm {St} ^{*}} | Número de Strouhal de estela                |         |
| {\displaystyle \mathrm {Re} }     | Número de Reynolds                          |         |
| {\displaystyle A}                 | Coeficiente de ajuste de curva              |         |
| {\displaystyle B}                 | Coeficiente de ajuste de curva              |         |
| {\displaystyle \mathrm {W} }      | Espesor del perfil aerodinámico             | m       |
| {\displaystyle \mathrm {W} '}     | Espesor de estela                           | m       |
| {\displaystyle a}                 | Amplitud de la oscilación                   | m       |
| {\displaystyle d}                 | Dimensión de sección transversal            | m       |
| {\displaystyle f}                 | Frecuencia de desprendimiento de vórtice    | s-1     |
| {\displaystyle k}                 | Frecuencia reducida                         |         |
| {\displaystyle u}                 | Velocidad de flujo                          | m / s   |
| {\displaystyle u_{s}}             | Velocidad de separación                     | m / s   |
| {\displaystyle \omega }           | Velocidad angular del movimiento de cabeceo | rad / s |

## Descripción

### Número de Strouhal
El número de Strouhal se presenta a menudo como:
{\displaystyle \mathrm {St} ={f\ \mathrm {W}  \over u}}
De esta ecuación se observa una dependencia del número de Reynolds y de las dimensiones del obstáculo. Se han propuesto varias ecuaciones empíricas que relacionan el número de Strouhal y el número de Reynolds:
| Ecuación                                                           | por                                                      |
| ------------------------------------------------------------------ | -------------------------------------------------------- |
| {\displaystyle \mathrm {St} =A+{\frac {B}{\mathrm {Re} }}}         | Roshko (1954) Ponta and Aref (2004)                      |
| {\displaystyle \mathrm {St} =A+{\frac {B}{\mathrm {Re} ^{1/2}}}}   | Fey et al. (1998) Williamson y Brown (1998) Ponta (2006) |
| {\displaystyle \mathrm {St} ={\frac {1}{A+(B\ /\ \mathrm {Re} )}}} | Roushan y Wu (2005)                                      |

En ciertos casos, como el «vuelo en picado», esta longitud característica es la amplitud de la oscilación. Esta selección de longitud característica se puede utilizar para presentar una distinción entre el número de Strouhal y la frecuencia reducida.
{\displaystyle k={\frac {\omega \ d}{2\ u}}}
{\displaystyle \mathrm {St} ={ka \over \pi c}}

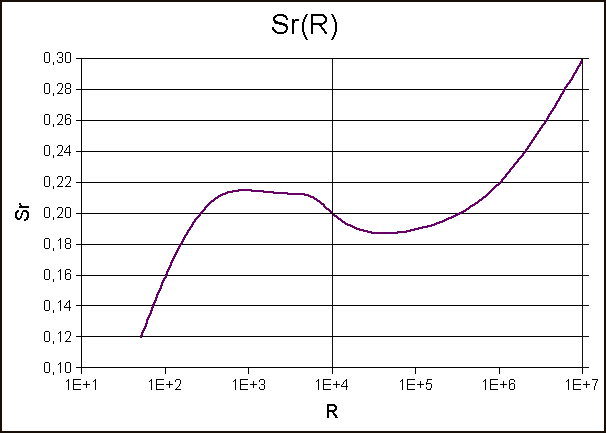
Número de Strouhal en función del número de Reynolds para un cilindro circular largo

Para grandes números de Strouhal (orden de 1), la viscosidad domina el  flujo del fluido, con el resultado de un movimiento oscilante colectivo del "tapón" de fluido. Para números Strouhal bajos, del orden de 10−4 e inferiores, la parte del movimiento de alta velocidad y casi estable domina la oscilación. La oscilación en los números intermedios de Strouhal se caracteriza por la acumulación y rápida eliminación de vórtices.
Para esferas en flujo uniforme en el rango de números de Reynolds de  8x102 < Re < 2x105 coexisten dos valores del número de Strouhal. La frecuencia más baja se atribuye a la inestabilidad a gran escala de la estela y es independiente del número de Reynolds «Re» y es aproximadamente igual a 0,2. La mayor frecuencia del número de Strouhal es causada por inestabilidades a pequeña escala de la separación de la capa de cizallamiento.

### Número de Strouhal de estela
{\displaystyle \mathrm {St} ^{*}={f\ \mathrm {W} ' \over u_{s}}}

## Aplicaciones

### Metrología
En metrología, específicamente en medidores de  turbina de flujo axial, el número de Strouhal se usa en combinación con el número de Roshko para dar una correlación entre la  tasa de flujo y la frecuencia. La ventaja de este método sobre el método de «frecuencia/viscosidad» frente al factor K es que tiene en cuenta los efectos de la temperatura en el medidor.
| Símbolo                       | Nombre                                                                  | Unidad |
| ----------------------------- | ----------------------------------------------------------------------- | ------ |
| {\displaystyle \mathrm {St} } | Número de Strouhal                                                      |        |
| {\displaystyle C}             | Coeficiente de expansión lineal para el material de la caja del medidor | m      |
| {\displaystyle f}             | Frecuencia del medidor                                                  | s-1    |
| {\displaystyle U}             | Caudal                                                                  | m3 / s |

Esta relación deja a Strouhal sin dimensiones, aunque a menudo se usa una aproximación sin dimensiones para C3 lo que da como resultado unidades de pulsos / volumen, igual que el factor K.

### Locomoción animal
En natación o en animales voladores, el número de Strouhal se define como:
| Símbolo                       | Nombre                                                         |
| ----------------------------- | -------------------------------------------------------------- |
| {\displaystyle \mathrm {St} } | Número de Strouhal                                             |
| {\displaystyle A}             | Amplitud de oscilación de máximo a máximo                      |
| {\displaystyle f}             | Frecuencia de oscilación (batido de cola, aleteo de ala, etc.) |
| {\displaystyle U}             | Caudal                                                         |

En vuelo o natación de animales, la eficiencia de la propulsión es alta en un rango estrecho de constantes de Strouhal, generalmente alcanzando un pico en el rango de 0.2 <St <0.4. [6] Esta gama se usa en el nado de delfines, tiburones y peces óseos, y en el vuelo de crucero de aves, murciélagos e insectos. [6] Sin embargo, en otras formas de vuelo se encuentran otros valores. [6] Intuitivamente, la relación mide la inclinación de los trazos, vistos desde un lateral. Suponiendo un movimiento a través de un fluido estacionario, f es la frecuencia de trazo, A es la amplitud, por lo que el numerador fA es la mitad de la velocidad vertical de la punta del ala, mientras que el denominador V es la velocidad horizontal. Así, la gráfica de la punta del ala forma una sinusoide aproximada con parecida  (pendiente máxima) al doble de la constante de Strouhal. [7]